# Сарыгюль, Ямур
Яму́р Сарыгю́ль (тур. Yağmur Sarıgül [jaː'mur sarɯ'gyl]) (род. 26 августа 1979 года) — турецкий рок-музыкант и автор песен.

## Биография
Ямур Сарыгюль родился в Анталье; в возрасте 3 лет переехал с родителями в Анкару. Родители воспитывали сына в любви к музыке, будучи сами музыкантами-любителями (отец играет на нае, разновидности флейты, а мать — на лютне-уде), при этом особое внимание уделялось классической и народной турецкой музыке.
Играть на фортепиано Ямур начал в возрасте 10 лет в государственной консерватории университета Хаджеттепе. Обучался игре на скрипке на музыкальном факультете университета Билкент в Анкаре. Затем поступил в Высшую школу искусств в Анкаре, к этому моменту решив, что основным инструментом для него станет гитара. Обучался также в Университете Гази.
В этот период он начал работать с популярными турецкими рок-группами. До 2001 года играл в группах «Laterna» и «6/8». В 2001-году вместе с университетским другом Орчуном Шекеруста (тур. Orçun Şekerusta) создал группу MaNga (альтернативный рок, хип-хоп).
Прозвище Ямура Сарыгюля — Людоед (тур. Yamyam), потому что в детстве очень любил кусаться.
В июле 2010 года появилось сообщение о необычных вариантах перевода имени и фамилии Ямура Сарыгюля (Yağmur Sarıgül) онлайн-сервисом Google Переводчик: в зависимости от регистра букв в переводимых словах сервис выдаёт фразы «Побудь со мной» или «Останься со мной». Эта закономерность присутствует в переводе с турецкого на все поддерживаемые языки.

## Дискография (альбомы МаНга)
- Açılış
- Kal Yanımda
- Yalan
- Libido
- Yalan 2
- maNgara
- Kapanış
- We could be the same
- Kandırma Kendini